# Чемпионат России по тяжёлой атлетике 2010
Чемпионат России по тяжёлой атлетике 2010 года — 19-й чемпионат России по тяжёлой атлетике прошёл в Курске с 28 июня по 4 июля.

## Медалисты

### Мужчины
| Дисциплины   | Золото                                                 | Золото | Серебро                                                | Серебро | Бронза                                              | Бронза |
| 56 кг        | 56 кг                                                  | 56 кг  | 56 кг                                                  | 56 кг   | 56 кг                                               | 56 кг  |
| ------------ | ------------------------------------------------------ | ------ | ------------------------------------------------------ | ------- | --------------------------------------------------- | ------ |
| Рывок        | Михаил Шевченко Волгоград                              | 110 кг | Павел Суханов Московская область, Химки                | 110 кг  | Геннадий Зыков Санкт-Петербург                      | 106 кг |
| Толчок       | Павел Суханов Московская область, Химки                | 133 кг | Михаил Шевченко Волгоград                              | 130 кг  | Раис Гайнутдинов Санкт-Петербург                    | 127 кг |
| Сумма        | Павел Суханов Московская область, Химки                | 243 кг | Михаил Шевченко Волгоград                              | 240 кг  | Раис Гайнутдинов Санкт-Петербург                    | 232 кг |
| 62 кг        |                                                        |        |                                                        |         |                                                     |        |
| Рывок        | Артём Фаренюк ХМАО, Санкт-Петербург                    | 120 кг | Станислав Старков Киров                                | 118 кг  | Хегани Исмаилов Дагестан, Москва                    | 116 кг |
| Толчок       | Антон Дунин Кемеровская область, Прокопьевск           | 148 кг | Артём Фаренюк ХМАО, Санкт-Петербург                    | 143 кг  | Станислав Старков Киров                             | 142 кг |
| Сумма        | Антон Дунин Кемеровская область, Прокопьевск           | 263 кг | Артём Фаренюк ХМАО, Санкт-Петербург                    | 263 кг  | Станислав Старков Киров                             | 260 кг |
| 69 кг        |                                                        |        |                                                        |         |                                                     |        |
| Рывок        | Олег Чен Московская область, Новосибирская область     | 150 кг | Армен Казарян Самарская область, Новосибирская область | 150 кг  | Сергей Петросян Краснодарский край, Горячий Ключ    | 145 кг |
| Толчок       | Армен Казарян Самарская область, Новосибирская область | 178 кг | Михаил Гобеев Санкт-Петербург                          | 177 кг  | Олег Чен Московская область, Новосибирская область  | 172 кг |
| Сумма        | Армен Казарян Самарская область, Новосибирская область | 328 кг | Олег Чен Московская область, Новосибирская область     | 322 кг  | Михаил Гобеев Санкт-Петербург                       | 320 кг |
| 77 кг        |                                                        |        |                                                        |         |                                                     |        |
| Рывок        | Антон Котляров Кемеровская область, Москва             | 160 кг | Руслан Лизунов ХМАО, Лянтор                            | 155 кг  | Павел Заикин Орловская область, Санкт-Петербург     | 145 кг |
| Толчок       | Андрей Павленко Ставропольский край, Изобильный        | 187 кг | Павел Заикин Орловская область, Санкт-Петербург        | 177 кг  | Руслан Лизунов ХМАО, Лянтор                         | 175 кг |
| Сумма        | Андрей Павленко Ставропольский край, Изобильный        | 332 кг | Антон Котляров Кемеровская область, Москва             | 332 кг  | Руслан Лизунов ХМАО, Лянтор                         | 330 кг |
| 85 кг        |                                                        |        |                                                        |         |                                                     |        |
| Рывок        | Ринат Киреев Башкортостан, Уфа                         | 171 кг | Алексей Юфкин Мордовия, Саранск                        | 166 кг  | Вячеслав Ершов Новосибирск                          | 165 кг |
| Толчок       | Олег Перепечёнов ХМАО, Ханты-Мансийск                  | 213 кг | Ринат Киреев Башкортостан, Уфа                         | 206 кг  | Евгений Костин Республика Коми, Сыктывкар           | 200 кг |
| Сумма        | Олег Перепечёнов ХМАО, Ханты-Мансийск                  | 378 кг | Ринат Киреев Башкортостан, Уфа                         | 377 кг  | Анатолий Лукишин Чувашия, Санкт-Петербург           | 359 кг |
| 94 кг        |                                                        |        |                                                        |         |                                                     |        |
| Рывок        | Александр Иванов Краснодарский край                    | 183 кг | Андрей Деманов Татарстан, Казань                       | 177 кг  | Александр Гришин Москва                             | 175 кг |
| Толчок       | Андрей Деманов Татарстан, Казань                       | 226 кг | Александр Иванов Краснодарский край                    | 225 кг  | Александр Гришин Москва                             | 210 кг |
| Сумма        | Александр Иванов Краснодарский край                    | 408 кг | Александр Иванов Татарстан, Казань                     | 403 кг  | Александр Гришин Москва                             | 385 кг |
| 105 кг       |                                                        |        |                                                        |         |                                                     |        |
| Рывок        | Владимир Сморчков Омская область, Санкт-Петербург      | 198 кг | Александр Чепиков Брянск                               | 185 кг  | Юрий Тегкаев Санкт-Петербург, Москва                | 185 кг |
| Толчок       | Юрий Тегкаев Санкт-Петербург, Москва                   | 225 кг | Владимир Сморчков Омская область, Санкт-Петербург      | 221 кг  | Давид Бенджанян Ставропольский край, Солнечнодольск | 215 кг |
| Сумма        | Владимир Сморчков Омская область, Санкт-Петербург      | 419 кг | Юрий Тегкаев Санкт-Петербург, Москва                   | 410 кг  | Александр Чепиков Брянск                            | 400 кг |
| свыше 105 кг |                                                        |        |                                                        |         |                                                     |        |
| Рывок        | Дмитрий Лапиков Калининградская область, Москва        | 200 кг | Евгений Писарев Ставропольский край, Невинномысск      | 191 кг  | Андрей Козлов Курская область, Санкт-Петербург      | 190 кг |
| Толчок       | Дмитрий Лапиков Калининградская область, Москва        | 240 кг | Андрей Козлов Курская область, Санкт-Петербург         | 236 кг  | Чингиз Могушков Чечня, Назрань                      | 236 кг |
| Сумма        | Дмитрий Лапиков Калининградская область, Москва        | 440 кг | Андрей Козлов Курская область, Санкт-Петербург         | 426 кг  | Чингиз Могушков Чечня, Назрань                      | 426 кг |

### Женщины
| Дисциплины  | Золото                                                    | Золото | Серебро                                                  | Серебро | Бронза                                                   | Бронза |
| 48 кг       | 48 кг                                                     | 48 кг  | 48 кг                                                    | 48 кг   | 48 кг                                                    | 48 кг  |
| ----------- | --------------------------------------------------------- | ------ | -------------------------------------------------------- | ------- | -------------------------------------------------------- | ------ |
| Рывок       | Ирина Разумеева Брянск                                    | 75 кг  | Ильзира Миниева Башкортостан, Москва                     | 73 кг   | Аминат Масхадова Дагестан, Махачкала                     | 68 кг  |
| Толчок      | Ильзира Миниева Башкортостан, Москва                      | 92 кг  | Аминат Масхадова Дагестан, Махачкала                     | 90 кг   | Ирина Разумеева Брянск                                   | 85 кг  |
| Сумма       | Ильзира Миниева Башкортостан, Москва                      | 165 кг | Ирина Разумеева Брянск                                   | 160 кг  | Аминат Масхадова Дагестан, Махачкала                     | 158 кг |
| 53 кг       |                                                           |        |                                                          |         |                                                          |        |
| Рывок       | Дарья Кошкина Московская область, Санкт-Петербург         | 85 кг  | Светлана Ульянова Свердловская область, Нижний Тагил     | 80 кг   | Наталья Петрова Кемеровская область, Анжеро-Судженск     | 78 кг  |
| Толчок      | Светлана Ульянова Свердловская область, Нижний Тагил      | 100 кг | Наталья Петрова Кемеровская область, Анжеро-Судженск     | 98 кг   | Светлана Хаматшина Приморский край, Москва               | 96 кг  |
| Сумма       | Светлана Ульянова Свердловская область, Нижний Тагил      | 180 кг | Дарья Кошкина Московская область, Санкт-Петербург        | 180 кг  | Наталья Петрова Кемеровская область, Анжеро-Судженск     | 176 кг |
| 58 кг       |                                                           |        |                                                          |         |                                                          |        |
| Рывок       | Елена Шадрина Санкт-Петербург                             | 95 кг  | Рузана Кулова Кабардино-Балкария, Москва                 | 91 кг   | Елена Биршкис Новосибирская область, Кемеровская область | 91 кг  |
| Толчок      | Елена Шадрина Санкт-Петербург                             | 120 кг | Елена Биршкис Новосибирская область, Кемеровская область | 111 кг  | Рузана Кулова Кабардино-Балкария, Москва                 | 110 кг |
| Сумма       | Елена Шадрина Санкт-Петербург                             | 215 кг | Елена Биршкис Новосибирская область, Кемеровская область | 202 кг  | Рузана Кулова Кабардино-Балкария, Москва                 | 201 кг |
| 63 кг       |                                                           |        |                                                          |         |                                                          |        |
| Рывок       | Виктория Пузырёва Иркутская область, Москва               | 100 кг | Татьяна Нияматова Свердловская область, Нижний Тагил     | 89 кг   | Марина Канева ЯНАО, Салехард                             | 85 кг  |
| Толчок      | Виктория Пузырёва Иркутская область, Москва               | 120 кг | Татьяна Нияматова Свердловская область, Нижний Тагил     | 111 кг  | Марина Канева ЯНАО, Салехард                             | 85 кг  |
| Сумма       | Виктория Пузырёва Иркутская область, Москва               | 220 кг | Татьяна Нияматова Свердловская область, Нижний Тагил     | 200 кг  | Марина Канева ЯНАО, Салехард                             | 85 кг  |
| 69 кг       |                                                           |        |                                                          |         |                                                          |        |
| Рывок       | Виктория Савенко ЯНАО, Москва                             | 118 кг | Татьяна Матвеева Санкт-Петербург                         | 114 кг  | Светлана Шимкова Татарстан, Бугульма                     | 112 кг |
| Толчок      | Татьяна Матвеева Санкт-Петербург                          | 143 кг | Светлана Шимкова Татарстан, Бугульма                     | 140 кг  | Виктория Савенко ЯНАО, Москва                            | 137 кг |
| Сумма       | Татьяна Матвеева Санкт-Петербург                          | 257 кг | Виктория Савенко ЯНАО, Москва                            | 255 кг  | Светлана Шимкова Татарстан, Бугульма                     | 252 кг |
| до 75 кг    |                                                           |        |                                                          |         |                                                          |        |
| Рывок       | Наталья Заболотная Московская область, Ростовская область | 128 кг | Людмила Анина Москва                                     | 108 кг  | Светлана Трофимова Новосибирск                           | 100 кг |
| Толчок      | Наталья Заболотная Московская область, Ростовская область | 150 кг | Людмила Анина Москва                                     | 137 кг  | Виктория Семёнова Кабардино-Балкария, Красноярский край  | 127 кг |
| Сумма       | Наталья Заболотная Московская область, Ростовская область | 278 кг | Людмила Анина Москва                                     | 245 кг  | Виктория Семёнова Кабардино-Балкария, Красноярский край  | 225 кг |
| свыше 75 кг |                                                           |        |                                                          |         |                                                          |        |
| Рывок       | Татьяна Каширина Московская область, Санкт-Петербург      | 125 кг | Татьяна Кренделева Липецк                                | 110 кг  |                                                          |        |
| Толчок      | Татьяна Каширина Московская область, Санкт-Петербург      | 160 кг | Татьяна Кренделева Липецк                                | 127 кг  |                                                          |        |
| Сумма       | Татьяна Каширина Московская область, Санкт-Петербург      | 285 кг | Татьяна Кренделева Липецк                                | 237 кг  |                                                          |        |

## Командные соревнования

### Мужчины
1. Санкт-Петербург
2. Москва
3. Курская область

### Женщины
1. Московская область
2. Москва
3. Санкт-Петербург